# Quarterdeck Ridge
Quarterdeck Ridge (englisch für Achterdeckgrat) ist ein wellenförmiger und vereister Gebirgskamm an der Borchgrevink-Küste des ostantarktischen Viktorialands. Er ragt in nordsüdlicher Ausrichtung unmittelbar westlich der Cotter-Kliffs auf der Hallett-Halbinsel auf.
Wissenschaftler einer von 1957 bis 1958 dauernden Kampagne im Rahmen der New Zealand Geological Survey Antarctic Expedition benannten ihn so, weil er sie bei der Begehung an das Achterdeck eines Schiffs erinnerte.